# Liste der Monuments historiques in Xocourt
Die Liste der Monuments historiques in Xocourt führt die Monuments historiques in der französischen Gemeinde Xocourt auf.

## Liste der Objekte
| Bezeichnung | Beschreibung                       | Standort                       | Kennzeichnung | Schutzstatus | Datum | Bild |
| ----------- | ---------------------------------- | ------------------------------ | ------------- | ------------ | ----- | ---- |
| Kelch       | Silber, vergoldet, 18. Jahrhundert | in der Kirche St-Martin (Lage) | PM57000841    | Inscrit      | 1986  |      |